# Пучінін Володимир Михайлович
Володи́мир Миха́йлович Пучі́нін — старший прапорщик Державної прикордонної служби України.

## З життєпису
Технік групи АСУ відділу прикордонної служби «Ужгород». У 2014 році виконував завдання з оборони східного кордону України в складі мотомангрупи, неодноразово брав участь у бойових зіткненнях з терористами, у яких виявив мужність і відвагу. Був поранений 27 липня 2014 року під час вчиненого бойовиками мінометно-гаубичного обстрілу пункту пропуску «Довжанський», що на Луганщині.

## Нагороди
2 серпня 2014 року — за особисту мужність і героїзм, виявлені у захисті державного суверенітету та територіальної цілісності України, вірність військовій присязі під час російсько-української війни, відзначений — нагороджений орденом «За мужність» III ступеня.